# Энеску, Джордже
Джо́рдже Эне́ску (рум. George Enescu; 19 августа 1881, село Ливени (ныне село Джордже Энеску), Ботошаны, Румыния — 4 мая 1955, Париж) — румынский композитор, скрипач, дирижёр и педагог, национальный классик, один из крупнейших музыкантов первой половины XX века.

## Биография
Начал сочинять музыку с пятилетнего возраста. Семилетним был отправлен учиться в Венскую консерваторию, окончил её с серебряной медалью. Выступал в Вене с концертами.
В 1895 году переехал в Париж, учился у Жюля Массне, Мартена Марсика и Габриеля Форе на одном курсе с Ги Ропарцем.
В 1923 году дебютировал в Нью-Йорке как дирижёр.
В 1920—1930-х годах жил в Бухаресте и Париже, после 1946 года — в Париже, но активно концертировал как скрипач и дирижёр в Европе и США. Выступал в Москве в 1909, 1919 и 1946 годах. В 1932 году избран действительным членом Румынской академии.
Играл вместе с Белой Бартоком, Эженом Изаи, Кларой Хаскил, Пабло Казальсом, Давидом Ойстрахом, Гиомар Новаэс и другими крупными исполнителями. Среди учеников Энеску — такие выдающиеся скрипачи, как Иегуди Менухин, Артюр Грюмьо, Жинетт Невё, Кристиан Ферра, Леон Суружон.

## Творчество
Среди произведений Энеску — пять симфоний, три фортепианных и два струнных квартета, три скрипичные и две виолончельные сонаты, вокальные сочинения на стихи французских символистов. Количество законченных произведений мастера невелико (33 опуса), многие его сочинения (в том числе две симфонии) остались незавершёнными.
Музыка Энеску складывалась под воздействием европейского романтизма (Шуман, Вагнер, Брамс). В дальнейшем она, развиваясь параллельно поискам Стравинского, Прокофьева, а в оперном жанре (опера «Эдип», 1910—1931) — Рихарда Штрауса, вобрала влияние нововенской школы, неоклассицизма, необарокко. На всех этих стадиях неизменно важным и характерным для Энеску было обращение к румынскому фольклору (широко известны две его «Румынские рапсодии», 1901 и 1902).

## Память

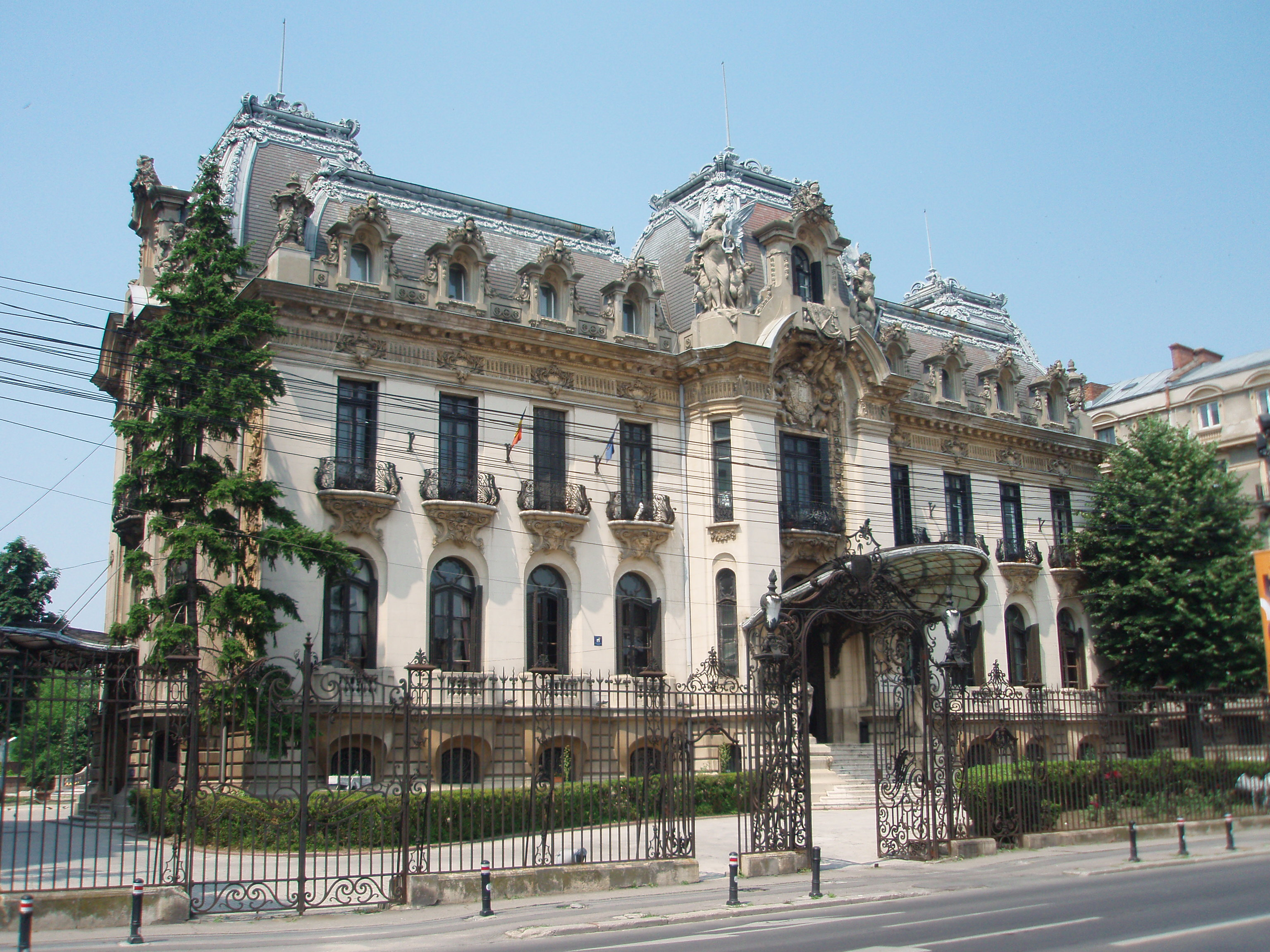
Музей Джордже Энеску в Бухаресте

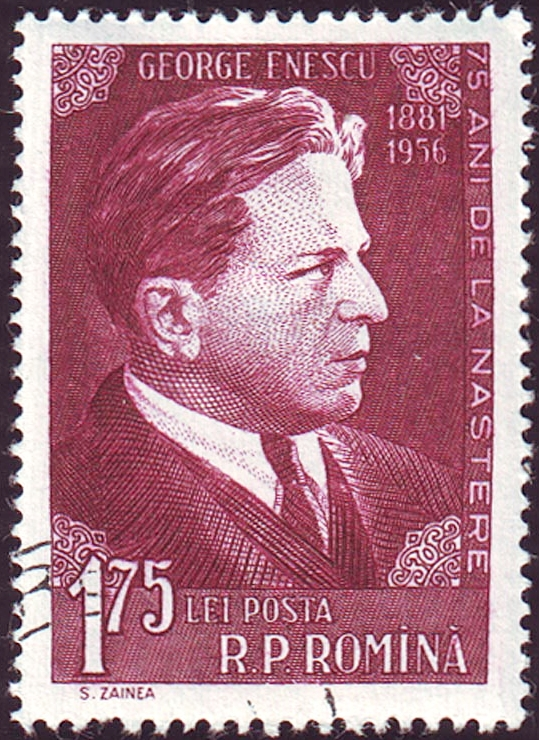
Почтовая марка Румынии (1956 г.)

Село Ливени после смерти композитора получило его имя; в Бухаресте открыт мемориальный музей. Имя Энеску присвоено Бухарестскому филармоническому оркестру, а также Ясскому университету искусств (1997) и аэропорту в Бакэу.
Создано Международное общество Джордже Энеску, под эгидой которого издаётся наследие композитора, выходят сборники исследований его творчества. Раз в два года в Бухаресте проходит Международный фестиваль-конкурс исполнителей имени Джордже Энеску. Ежегодно Академия наук Румынии присуждает премию его имени выдающимся музыкантам.

## Семья и потомки
Энеску был женат на княгине Марии Кантакузино, отношения с которой были довольно бурными, и в конце концов Энеску стал жить отдельно от неё, хотя и посылал ей деньги. Его единственная дочь, Елена («Дидика», р. 1906) родилась вне брака от его экономки Домники. Елена поддерживала хорошие отношения с родителями Энеску, у которых она жила вместе с матерью и которых потом похоронила. В дальнейшем вышла замуж за помещика Константина Дину, в пожилом возрасте работала костюмершей в румынской опере.